# Martina Pártlová
Martina Pártlová (* 28. května 1979 České Budějovice) je česká zpěvačka a muzikálová herečka.

## Život a kariéra
Vyučila se prodavačkou ve zlatnictví.
V roce 2008 se zúčastnila české verze soutěže X Factor, skončila čtvrtá, přičemž byla vyřazena jako poslední žena v soutěži. Poté začala vystupovat v pražských muzikálech a mj. nazpívala duety „OSTRAVA !!!“ (2010 s Rudou z Ostravy) a „Mezi nebem a zemí“ (2012 se Skipem).
Společně s Nikol Leitgeb a Veronikou Arichtevou vytvářela pořad 3v1. Vystupuje jako stálý host se skupinou Čechomor.
V roce 2021 se jí narodila dcera Stella.